# Rio Frumuşica
O Rio Frumuşica é um rio da Romênia, afluente do Sacovăţ, localizado no distrito de Iaşi.